# Schlossstraße 228–230

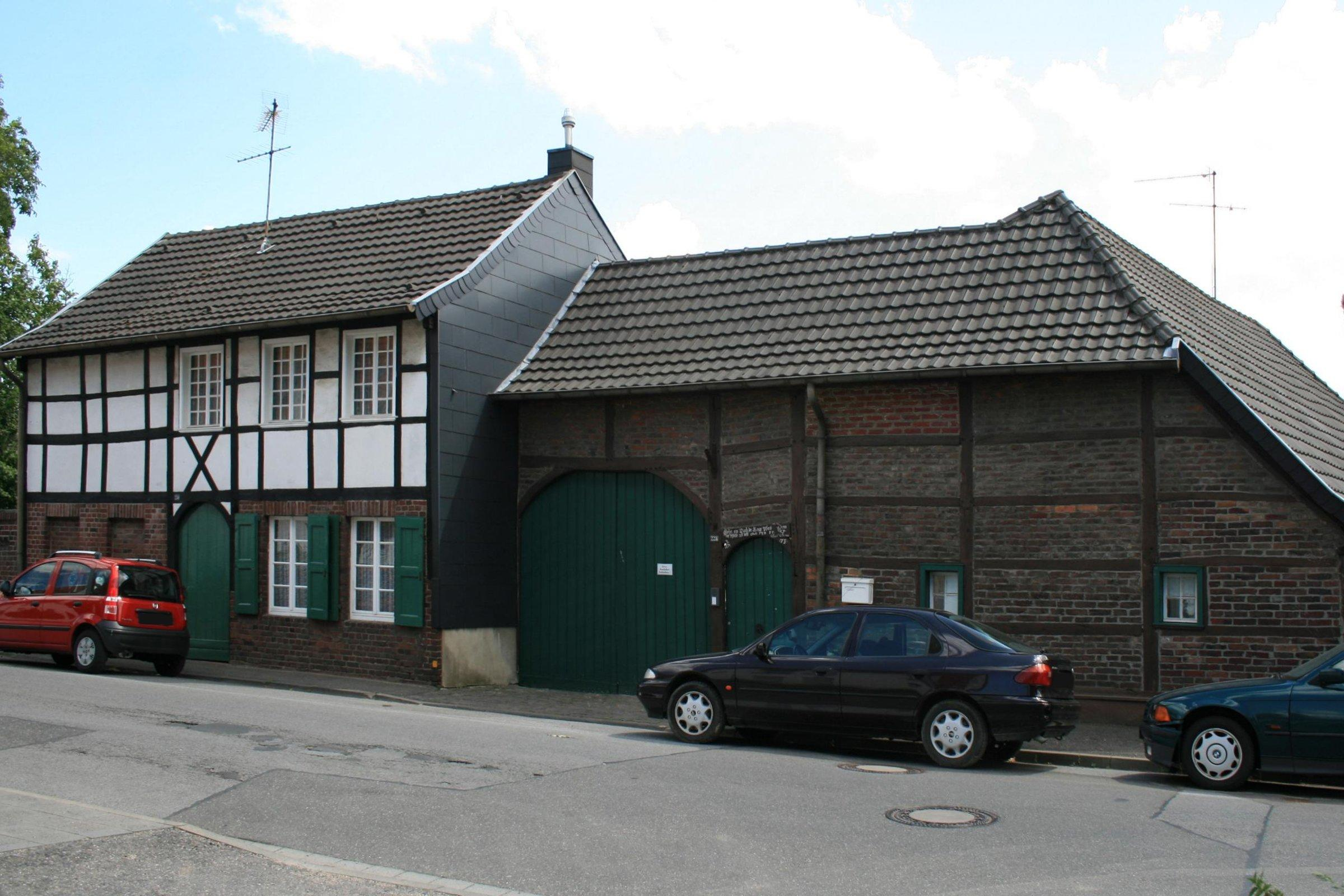
Wirtschaftsgebäude (2010)

Das Wirtschaftsgebäude Schlossstraße 228–230 steht im Stadtteil Bonnenbroich-Geneicken in Mönchengladbach (Nordrhein-Westfalen).
Das Gebäude wurde 1773 erbaut und unter Nr. Sch 004 am 4. Dezember 1984 in die Denkmalliste der Stadt Mönchengladbach eingetragen.

## Lage
Die Hofanlage liegt im ursprünglichen Siedlungsgebiet in Geneicken als voll erhaltener Einzelhof.

## Architektur
Bestehend aus einem abgewalmten Baukörper mit Scheune und Wirtschaftseinfahrt an der Schlossstrasse. Danebenliegend eine Eingangstür in Fachwerkkonstruktion mit Mauerwerksausfachung. Links daneben ein zweigeschossiges Wohnhaus mit einem Satteldach. Im Türbalken die Jahreszahl 1773. Die Hofanlage aus Wohn-Stallgebäude, Scheune, Wohnhaus und Remisen umschließt einen kleinen Innenhof allseitig. Die historische Hofanlage ist im engen Zusammenhang mit dem Anbau des Objektes Geneickener Straße 157 zu sehen.